# 齋藤美穂
齋藤 美穂（さいとう みほ、1955年 - ）は、日本の心理学者。学校法人早稲田大学副総長、早稲田大学名誉教授。

## 人物・経歴
1979年聖心女子大学文学部心理学専攻卒業。1985年早稲田大学大学院文学研究科心理学専攻博士後期課程単位取得退学。1993年色彩学論文賞受賞。1996年早稲田大学人間科学部助教授。1997年早稲田大学博士（人間科学）。同年日本社会心理学会第一回島田一男書受賞。
2001年早稲田大学人間科学学術院教授。2006年早稲田大学人間科学学術院長、早稲田大学人間科学部長、学校法人早稲田大学評議員、早稲田実業学校評議員、学校法人早稲田高等学校評議員。
2008年早稲田大学人間総合研究センター所長、学校法人早稲田大阪学園評議員。2010年学校法人早稲田大学理事（募金、校友連携）、学校法人早稲田高等学校理事。2018年学校法人早稲田大学常任理事（募金総括）。2022年学校法人早稲田大学副総長（募金総括）。

## 著作
- 『事例による認知科学の研究法入門 : Rコマンダーの活用法と論文の書き方』東京大学出版会 2013年

### 編書
- 『色彩学入門 : 色と感性の心理』（大山正と共編）東京大学出版会 2009年

### 訳書
- デボラ・T・シャープ著『色彩の力 : 色の深層心理と応用』（千々岩英彰と共訳）福村出版 1986年
- ヨハネス・パウリーク著『色彩の理論 : 美術のための色彩学入門』（富田正利と共訳）美術出版社 1991年